# Venezillo nigricans
Venezillo nigricans is een pissebed uit de familie Armadillidae. De wetenschappelijke naam van de soort is voor het eerst geldig gepubliceerd in 1833 door Brandt.